# 2:30-Stunden-Rennen von Brünn 2002

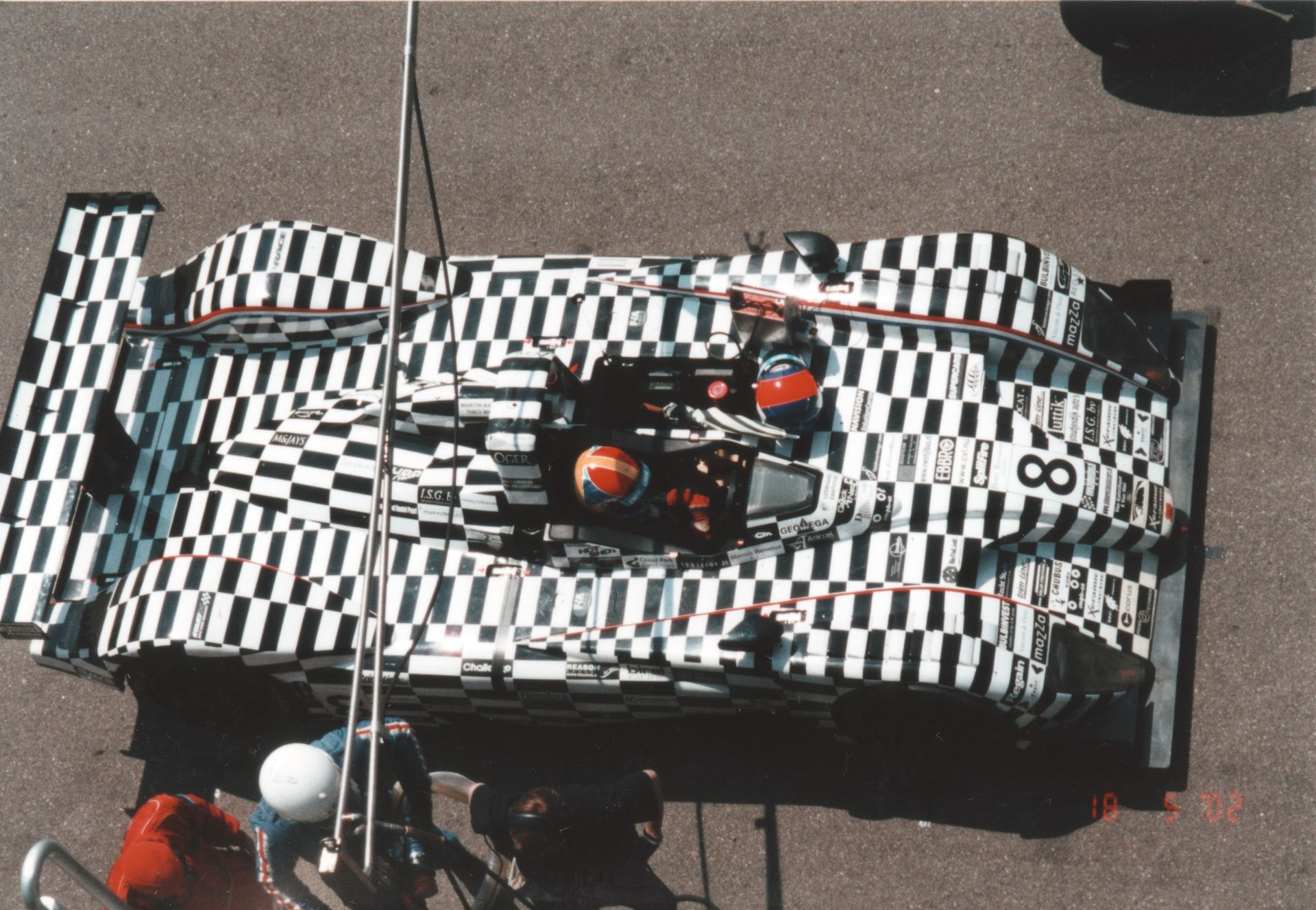
Der siegreiche Dome S101 von Val Hillebrand und Jan Lammers an den Boxen

Die 2:30-Stunden-Rennen von Brünn 2002, auch Olympia LG Super Racing Weekend, Automotodrom Brno Masaryk Circuit, Brno, fand am 18. Mai auf dem Automotodrom Brno statt und war der dritte Wertungslauf der FIA-Sportwagen-Meisterschaft dieses Jahres.

## Das Rennen
Nach dem Erfolg von Sébastien Bourdais und Jean-Christophe Boullion im Courage C60 beim Saisoneröffnungsrennen in Barcelona und dem Gesamtsieg von Olivier Beretta und Nicolas Minassian im Dallara SP1 beim 2:30-Stunden-Rennen von Estoril gewannen in Brünn Val Hillebrand und Jan Lammers im Dome S101. Hinter dem Siegerduo kamen Didier Cottaz und Boris Derichebourg im Courage C60JX als Gesamtzweite und  Vincenzo Sospiri und Mauro Baldi im R&M SR01 als Dritte ins Ziel. 

## Ergebnisse

### Schlussklassement
| 1               | SR1 | 8  | Racing For Holland       | Val Hillebrand Jan Lammers                   | Dome S101             | 77 |
| 2               | SR1 | 13 | Courage Compétition      | Didier Cottaz Boris Derichebourg             | Courage C60JX         | 77 |
| 3               | SR1 | 6  | R & M                    | Vincenzo Sospiri Mauro Baldi                 | R&M SR01              | 75 |
| 4               | SR2 | 50 | Lucchini Engineering     | Fabio Mancini Gianni Collini Luca Riccitelli | Lucchini SR2001/2     | 72 |
| 5               | SR2 | 72 | SCI                      | Ranieri Randaccio Leonardo Maddalena         | Lucchini SR2000       | 72 |
| 6               | SR2 | 76 | Sportsracing Team Sweden | Niklas Loven Mathias Andersson               | Lola B2K/40           | 72 |
| 7               | SR2 | 61 | Team Jota                | John Stack Sam Hignett                       | Pilbeam MP84          | 72 |
| 8               | SR1 | 33 | Eventus Motorsport       | Christian Vann Ralph Moog                    | Lola B98/10           | 68 |
| Ausgefallen     |     |    |                          |                                              |                       |    |
| 9               | SR1 | 21 | Durango Corse            | Jean-Philippe Belloc Alessandro Battaglin    | GMS Durango           | 74 |
| 10              | SR2 | 55 | Renauer Motorsport       | Angelo Lancelotti Gottfried Cepin Petr Válek | Tampolli SR2 RTA-2001 | 44 |
| 11              | SR2 | 98 | PiR Bruneau              | Marc Rostan Paul Daniels Arturo Merzario     | Pilbeam MP84          | 26 |
| 12              | SR2 | 52 | Lucchini Engineering     | Piergiuseppe Peroni Mirko Savoldi            | Lucchini SR2001/2     | 16 |
| Nicht gestartet |     |    |                          |                                              |                       |    |
| 13              | SR2 | 99 | PiR Bruneau              | Pierre Bruneau Paul Daniels                  | Debora LMP299         | 1  |

1 Motorschaden im Training

### Nur in der Meldeliste
Hier finden sich Teams, Fahrer und Fahrzeuge, die ursprünglich für das Rennen gemeldet waren, aber aus den unterschiedlichsten Gründen daran nicht teilnahmen.
| Pos. | Klasse | Nr. | Team                | Fahrer                                                             | Chassis               |
| ---- | ------ | --- | ------------------- | ------------------------------------------------------------------ | --------------------- |
| 14   | SR1    | 11  | Promec Engineering  | Gianfranco Trombetti Luca Drudi                                    | Promec PJ119          |
| 15   | SR1    | 14  | Team Oreca          | Olivier Beretta Boris Derichebourg Nicolas Minassian               | Dallara SP1           |
| 16   | SR1    | 16  | Pescarolo Sport     | Jean-Christophe Boullion Sébastien Bourdais                        | Courage C60           |
| 17   | SR1    | 19  | Simpson Engineering | Robin Smith Richard Jones Peter Cook                               | Riley & Scott Mk III  |
| 18   | LMP675 | 40  | Rowan Racing        | Earl Goddard                                                       | Reynard 01Q           |
| 19   | LMP675 | 41  |                     | Earl Goddard                                                       | Reynard 01Q           |
| 20   | SR2    | 54  | Villorba Corse      | Mauro Prospero Denny Zardo                                         | Tampolli SR2 RTA-2001 |
| 21   | SR2    | 54  | Villorba Corse      | Mauro Prospero Denny Zardo                                         | Lucchini SR2001/2     |
| 22   | SR2    | 60  | Team Sovereign      | Mike Millard Ian Flux                                              | Rapier 6              |
| 23   | SR2    | 66  | Audisio & Benvenuto | Giuseppe Chiminelli Antonio Vallebona Erminio Bonetti Filippo Vita | Lucchini SR2002       |
| 24   | SR2    | 83  | JCI Developments    | Michael Mallock                                                    | Tampolli SR2 RTA-2001 |

### Klassensieger
| Klasse | Fahrer         | Fahrer         | Fahrer          | Fahrzeug          | Platzierung im Gesamtklassement |
| ------ | -------------- | -------------- | --------------- | ----------------- | ------------------------------- |
| SR1    | Val Hillebrand | Jan Lammers    |                 | Dome S101         | Gesamtsieg                      |
| SR2    | Fabio Mancini  | Gianni Collini | Luca Riccitelli | Lucchini SR2001/2 | Rang 4                          |

### Renndaten
- Gemeldet: 24
- Gestartet: 13
- Gewertet: 12
- Rennklassen: 2
- Zuschauer: unbekannt
- Wetter am Renntag: warm und sonnig
- Streckenlänge: 5,403 km
- Fahrzeit des Siegerteams: 2:30:34,317 Stunden
- Gesamtrunden des Siegerteams: 77
- Gesamtdistanz des Siegerteams: 416,031 km
- Siegerschnitt: 165,780 km/h
- Pole Position: Val Hillebrand  – Dome S101 (#8) – 1:51,005 = 175,220 km/h
- Schnellste Rennrunde: Jan Lammers – Dome S101 (#8) – 1:51,858 = 173,880 km/h
- Rennserie: 3. Lauf zur FIA-Sportwagen-Meisterschaft 2002